# 城山若菜
城山 若菜（しろやま わかな、1993年4月12日 - ）は、日本のAV女優。LINX所属。

## 略歴・人物
東京都出身。
趣味・特技は海外旅行、美容。
2019年にAVデビュー。

## 作品

### アダルトDVD
- 顔出し解禁!! マジックミラー便 全員38歳over! 美しくて清楚な人妻さん初めてのごっくん編 旦那の精液も飲んだことのない奥さまたちが人生初の精飲体験 ごっくん合計15発スペシャル!! vol.03 in白金&恵比寿（10月7日、ディープス）
- セックスレスで盛りづく30歳長身美脚人妻 某有名漢字会派書道師範 城山若菜 AVデビュー（8月30日、KANBi）
- 甥っ子二人にスケべ色した乳首を吸われ欲情する叔母さん（9月19日、センタービレッジ）
- となりの銀行員 ノーパン勤務（9月28日、HMJM）
- ザ・面接 VOL.163 人前でオナニーしてこいと言われまして ハイ、性的に飼われています（9月30日（レンタル）/11月22日（セル）、アテナ映像）
- 素人アラサー美女ナンパ GET!! No.205 銀座コリドー街のキセキ編（10月7日、桃太郎映像出版）
- ナンパ人妻プレミアム 1ランク上のエロス（10月10日、ホットエンターテイメント）
- 人妻寝取られ温泉旅行 【一】（10月11日、ゴーゴーズ）※「結愛」名義
- 派遣フィットネスインストラクターに犯されるムチ尻美人妻（10月11日、REAL）
- 一般男女モニタリングAV 終電間際の社会人男女に突撃交渉! 人妻OLは後輩男子社員とラブホテルで2人っきりになったら旦那を忘れて1発10万円の連続射精セックスしてしまうのか!? 6 女上司の乱れた姿にフル勃起した後輩チ○ポと女を思い出した人妻オマ○コの同僚には秘密の生セックスは1発限りじゃ収まらない!! 4組合計中出し14発!!（11月19日、ディープス）
- お堅い仕事についてるメガネOLさん 普段落ち着いてるおねえさんをじっくりアクメ漬けにしたらドM化&チ●ポ堕ちしました!（12月7日、リコピン）
- 妄想アイテム究極進化シリーズ 真・時間が止まる腕時計 パート15 通勤電車でSEXマネキンチャレンジ編（12月26日、ROCKET）
- チ●ポ漬け調教済み ご奉仕変態マゾ 連れまわし他人棒種付け輪●（12月27日、毒宴会）

- 息子の嫁と義父 ベロキス義父に私の方が欲求不満です…（1月30日、タカラ映像）
- 出産後の巨尻化にお悩みの奥様限定! マジックミラー号でエクササイズしてみませんか? イケメンムキムキトレーナーと旦那の前でガニ股イキまくりSEX!!（2月6日、SODクリエイト）
- 最高の愛人と、最高の中出し性交。 53 銀行員・支店勤務 わかな (26歳)独身（2月21日、プレステージ）
- 丸出しストリップ・ダンス・ショーはいかがでしょう（2月25日、1113工房）
- 顔出しMM号 美人妻限定 ザ・マジックミラー 巨乳な奥様が初めての青空ぬるぬるソープ体験!! 特濃密着マットプレイで恥じらう人妻がヌルッと生挿入でデカち○ぽと浮気中出しSEX! in池袋（3月7日、ディープス）
- 肛門と尻肉に魅せられる（3月25日、1113工房）
- 美科学戦士オクサマン（3月27日、GIGA）
- 元銀行員で真正マゾ女のザーメン&小便ごっくん顔面崩壊調教（4月3日、クリスタル映像）
- 素人ナンパでセンズリ鑑賞 8 見るだけでいいんです!だからちょっと僕のチ●ポ見てもらえませんか?（4月7日、かぐや姫Pt）
- 催眠セミナーLIVE 被験者:城山若菜（4月13日、	ヒプノシスラボ）
- ニーハイ女子のチ○ポ踏みつけ足こき（4月25日、アロマ企画）
- 脳がとろけるほどの快感! 逆手オイルの亀頭性感マッサージ feat.フェイシャルベロリナーゼ（4月25日、アロマ企画）
- 夫は知らない妻の変態願望 私をメチャクチャに犯してください（4月25日、ながえスタイル）
- 穴開きレザーパンツSEX（5月7日、アロマ企画）
- 「おばさんの私が下着を盗まれるなんて…」 4 自分を女として見てくれるというだけで人妻は発情してしまうので本当チョロい 7人全員撮り下ろし（5月7日、かぐや姫Pt）
- 浮気願望 これが本当のワタシなんです… Vol.9（5月19日、有閑ミセス）※「市井美佳」名義
- 居酒屋ナンパ痴漢 6 金曜の夜なのに女同士で仕事帰りに飲みに来ているおばさん二人組はどうせ彼氏もいないからイケメン年下男子の強引なやらせろオーラを出されても内心嬉しい…（5月27日、グラフィティジャパン）
- 素人なのにディルドオナニーで激しく感じちゃう一般人娘 5（6月7日、かぐや姫Pt）
- 催眠隷女 所長秘書 W.Shiroyama（6月13日、	ヒプノシスラボ）
- なかよし素人娘2人組とねっとりベロチューしながら焦らし手コキ 2 12人（6月19日、かぐや姫Pt）
- すりすり! スリップ面接 〜ランジェリー姿で悶える女達〜（7月7日、下半身タイガース）
- 愛しのデリヘル嬢 23 【DQN】素人売春生中出し 盗撮強制撮り下ろし デリ嬢呼んだら松嶋菜○子似の200%満足デカ尻奥さんだった件 生まれて初めて前立腺マッサージをしてみた【悶絶】 （7月9日、プラム）
- 完堕ち ゲロ スロート ドリル 鼻浣腸（7月10日、REAL）
- 誰にも言えない… 娘の夫に無理やり抱かれたなんて… 2（7月27日、グラフィティジャパン）
- 真・四畳半 【松○菜々子似】生徒のお母さんが旦那さんには言えないような下品なドMだった件【人妻わかな 31歳】 素人四畳半生中出し（素人四畳半生中出し）（8月13日、プラム）
- 『身体がアツいの〜私エッチしたくなっちゃったみたい…』 ボクの布団に潜り込んできた上司の奥さんと、ダメだと思いつつも布団の中で濃厚密着SEX! 酔った上司を飲み会のあと、家まで送りに行ったら終電をなくし泊めてもらうことに。上司の奥さんはボクの会社の元先輩。未だに憧れである先輩(上司の奥さん)に気持ちは燃え上がり…。ボクの気持ちを知ってか…寝静まった深夜、上司の奥さんが突然布団に入ってきて布団の中で密着セックス。（8月19日、Hunter）
- @新宿 地方の人妻限定 巨大バスターミナル前で訳アリ人妻をナンパしてみた 3（8月22日、ビッグモーカル）
- 本人撮り下ろし!!!! ホンオナ 令和ver.03 素人のガチ家（8月25日、SEX Agent）
- ソソるミニスカ先輩女子社員 ボクの先輩女子社員はとてもキレイなんですが毎日と言ってもいいほどミニスカで目のやり場に困ってしまいます!しかも二人きりになるとボクの視線とドキドキに気づいたのか、わざと黒パンストをズリ下げ、食い込みTバック尻を突き出して見せつけてくるんです!!気弱なボクが股間をギンギンに硬くしてうつむいていると、クスクス笑いながらボクの膝の上に跨り、そのプリップリのお尻をグリグリ擦りつけて…もうソソられまくり!さらにイタズラ好きな彼女は「オマ○コしたい?」だの「精子出しちゃう?」だの隠語攻めの嵐!!しかも、「もうダメ我慢できません!」と言うボクを見て「お願いしたら挿れてもいいよ」と突き出した大きなお尻を自ら広げて来たんです!!（8月27日、SOSORU×GARCON）
- 素人ナンパ中出し!! 美熟女姉妹編（8月27日、グラフィティジャパン）
- ガーターベルトのふともも×腿コキ 4（9月7日、アロマ企画）
- 王様ゲームで乱交しまくり! 若妻だらけの町内会は誘惑だらけ! 王様ゲームをやりたがるドスケベ若妻がハメを外し過ぎてまさかのハーレム大乱交!（9月7日、Hunter）
- 10分で2度抜き手こきサロン 3（9月19日、アロマ企画）
- 濃厚接吻 恋する隣人レズビアン お隣さんと秘密のドキドキ同性愛セックス（9月24日、ビビアン）
- 聖忍伝奇 火鷹舞（10月9日、GIGA）
- 人妻寝取られ温泉旅行 【一】 番外編 エスカレートするNTR…編 人妻漫遊記 08（10月9日、ゴーゴーズ）※「結愛」名義
- 絶倫な夫の連れ子の巨根に溺れてしまう義母（10月27日、グラフィティジャパン）
- 愛しのデリヘル嬢 26 【DQN】素人売春生中出し 盗撮強制撮り下ろし 【2度目の前立腺マッサージ】 いろいろ気持ちよかったんで松嶋菜々子似の人妻デリ嬢をリピートしてみた件（11月12日、プラム）
- 『わたしだって寂しいの…』 父が義母と再婚!でも父はそのまま他界。若すぎる義母と二人きりの暮らしになって… 残されたボクを見捨てるわけでもなく一緒に暮らすが生活はギクシャクしっぱなし。ボクはボクで義母のことを好きなり、義母はやり場のない性欲をボクに向けてきて…そのまま二人だけのセックスに…。そして中出しセックス。さらには友達を呼んで乱交パーティーまで…。毎日毎日義母とセックスしまくりの生活のボクは許されるのでしょうか?（11月19日、Hunter）
- 麗しのキャンペーンガール AGAIN 18（12月26日、HMJM）
- ゴーゴーズ人妻リモート忘年会 〜欲望の蜜宴2020〜 Side.A（12月31日、ゴーゴーズ）※「結愛」名義
- ゴーゴーズ人妻リモート忘年会 〜欲望の蜜宴2020〜 Special edition（12月31日、ゴーゴーズ）※「結愛」名義

- どうしても客喰いグセが治らないんです! 超健全なリラクゼーションサロンで働いている私は、ダメと思いつつも男性客を見ると興奮してしまうエロい女なんです。（1月7日、Hunter）
- 鍼灸院すどう 盗撮り下ろし 4 1。性器みたいな唇がたまらんのよぉ 2。酒飲んだら多分何でもしますねぇ 3。押しに弱すぎ色白柔乳奥さぁん 4。通報レベルのデカい喘ぎ声ですねぇ（1月8日、プラム）
- ゴーゴーズ人妻リモート忘年会 〜欲望の蜜宴2020〜 あちらこちらで蜜まみれ!? 裏側全部見せます180分スペシャル（1月29日、ゴーゴーズ）※「結愛」名義
- お母さんの玩具になった僕 変態で淫乱な麗しの美義母!（2月7日、ルビー）
- 髪鷲掴み家中引きずり廻し連続受精（2月19日、Hunter）
- 僕の前でわざと巨乳ポロリ&パンチラする課長の奥さんがタイトワンピで挑発してきて…（2月20日、スターパラダイス）
- どこまでヤレる!? 個室制服リフレのお嬢さん（2月20日、スターパラダイス）
- 不妊治療の採精室に行く前に　1勃起不全検査と称してセンズリ鑑賞→2精液検査と称してフェラごっくん→3私で孕ませられるかと性交検査逆セクハラ中出しでソソられまくり、勝手に性処理精液搾取されたボク（2月25日、SOSORU×GARCON）
- パンスト美脚厨（2月25日、MEGAMI）
- M男がハメられて抜け出せないアナル快楽専門風俗（3月19日、M男パラダイス）
- 妹のオナニーを目撃した兄は…（3月20日、スターパラダイス）
- サテンに包まれてイッちゃいな。 密着サテングローブ痴女手コキ 2（4月7日、MEGAMI）
- 奥さんの淫らなお口 センズリ鑑賞をお願いしたら瞳を潤ませてチ〇ポをしゃぶりだすフェラチオ婦人たち（4月19日、有閑ミセス）
- 宿願成就 憧れの晶エリーに調教されて味わったことのない快感を経験したい（5月7日、ビビアン）
- 泥酔OL連れ込み痴姦（5月20日、スターパラダイス）
- 泣きじゃくる女を容赦なしに犯しまくった一部始終（7月19日、Hunter）
- 素人妻ナンパ 全員生中出し 5時間 セレブDX 76（8月15日、ロータス）
- 近親 夜這いじゃぁ 生中出し 【撮り下ろし】（10月7日、プラム）
- 素人初吊るし生中出し【美巨尻人妻編】お隣に住んでる奥さんを蚊帳の中でくくってみた… 城山若菜（11月11日、プラム）

- 大人の淫行倶楽部 アラサー女が父親より年上の男とラブホに籠城。酒と老獪なテクに酔わされ、言われるがまま屋上で露出痴態を晒し、マン汁溢れさせ粘着スローSEXに溺れた休日。城山若菜 29歳（4月19日、山と空）

### VR
- 一日体験入学! これが噂の尻見放題のフィットネスクラブ!（2019年11月8日、4K VR）
- ねとらせVR 〜自慢の妻を汚い男たちに抱かせた〜（2020年6月10日、ながえスタイル）
- 私達どうしてもミス○○になりたいんです!! ミスキャンパス主催者に近づきカラダを売ってグランプリ受賞狙う ゲスで最低なヤリマン軍団の最高に気持ちイイ性接待VR なりふり構わない就活女子のガチンコ枕営業（2020年9月22日、）

### 配信限定
2019年
- 【初撮り】【背徳SEX】【おっとり系美人】セックスレスの応募妻。寝取られ性交に卑猥な濡れ音と官能的な喘ぎ声で感じる。 応募素人、初AV撮影 90（8月10日、シロウトTV）
- 【誰もが抱きたい身体(女)】【敏感美巨乳×うねり狂う美くびれ×文化遺産級の極上美尻×秒で潮噴くぶっ壊れ敏感ま●こ】【昼職は某金融会社の受付嬢】【夜中のジムで熱気ムンムンの極淫セックス】 (※このエロさに慣れたら、他のAVではヌけなくなる可能性大!!)：カンバン娘 007（11月30日、プレステージプレミアム）
- ラグジュTV 1190 3年半もの間セックスレスの人妻…ついに我慢の限界を超えてAV出演！抑えていた性欲を爆発させるように男根を貪り、大好きなポルチオで絶頂を繰り返す淫乱巨乳妻!（12月4日、ラグジュTV）

2020年
- もしもTVの中に自由に飛び込んでブッカケできたら… NEW女子アナに顔射! どんな汚い顔になってもガマンしながら笑顔で生放送（2月20日、ROCKET）
- 家まで送ってイイですか? case.154 理解不可能!『私、飼われてます。』"ドM銀行員"は"リアル性処理ペット"⇒上司に怒られ…社内トイレで…⇒いじめ…仲間外れ…物ぶつけられ…子供の頃から性的大興奮!⇒玄関で全裸でお出迎え!?衝撃の性活⇒ご主人様の命令!プライベートオナニー動画公開⇒ペットでなく人として…心を抱かれた"女の涙"（2月21日、ドキュメントTV）※「酒井」名義
- マジ軟派、初撮。 1454 議員秘書のナンパに成功!押しに弱い性格が故に、先生方とは不倫関係…。政界仕込みのエロテクご奉仕を要求すると断り切れず…（2月27日、ナンパTV）
- わかな（4月15日、人妻パラダイスGOLD）
- 温泉街で浴衣美女ナンパ 〜湯けむり・うなじ・火照り・中●し…（6月5日、パラダイステレビ）
- わかな（6月14日、private mask）
- 絶対服従!リアル性●隷のオンナ!ご主人様に飼いならされた元銀行員AV女優の正体は変態ドMだった!!アナルを自然に舐め、イラマに愉悦、精子は飲み物!!性欲剥き出しド淫乱過ぎるMマ●コにご褒美中出し!!!：ウラトーーク Talk.02（6月26日、HHH）
- 出張!アクメエアロバイクが(お家に)イクッ!（7月31日、SODクリエイト）
- わかなちゃん パコパ個撮(2)（8月7日、パラダイステレビ）
- 尿もれ改善トレーニング中に美人理学療法士がおっぱいを押しつけてくるので勃起が止まらない（8月14日、パラダイステレビ）
- 【ドマゾスレンダー】【スケベ声が止まらない】【私がイキすぎるんでしょう】【イキっ放しの感じやすいRQ】美パイパンに生チンが奥突きピストンに全身ビクビク痙攣超敏感にメロメロ！ #ハメドリズム005（12月19日、はめちゃん。）
- わかな（12月25日、こいびとみまん）

2021年
- 絶頂中毒ドスケベ女☆電マ&ディルド責め・わかな（3月5日、K*WEST ちゃんねる）
- 【個人撮影】猛禽類ヤリマン科!ザーメンを最後の一滴まで搾りとってくれるドスケベお姉さん・わかな【素人】（4月3日、K*WEST ちゃんねる）
- 女の子大好きな美人セラピストが在籍するエステ店を完全盗● 3 好みの女性客にはマ●コを重点的にマッサージ（5月7日、パラダイステレビ）

### イメージDVD
- 噛むと言う歪んだ愛情表現で欲情する変態女（2020年2月28日、オルスタックソフト販売）
- 尋常じゃないアエギ声と卑猥なジュルジュル音を出す変態女（2020年3月30日、オルスタックソフト販売）
- スイートマッサージサロン（2021年4月28日、オルスタックソフト販売）